# Tebstrup
Tebstrup is een plaats in de Deense regio Midden-Jutland, gemeente Skanderborg. De plaats telt 646 inwoners (2008).